# Tan Ruyin
Dans ce nom chinois, le nom de famille, Tan, précède le nom personnel.
Pour les articles homonymes, voir Tan.
Tan Ruyin (en chinois 谭茹殷), née le 17 juillet 1994, est une footballeuse chinoise qui joue actuellement pour Guangdong Huijun, en Super League chinoise. Elle joue aussi en équipe nationale.